# Embalse de San Rafael de Navallana
El embalse de San Rafael de Navallana se encuentra en el caude medio del río Guadalmellato, en la provincia de Córdoba (España), estando situadas sus aguas dentro del término municipal de Córdoba. Ocupa una superficie de 988 hectáreas y tiene una capacidad de almacenamiento de 157 hectómetros cúbicos. En la actualidad el embalse es empleado con fines de abastecimiento y regadío, aunque también acoge diversas actividades de tipo recreativo.
San Rafael de Navallana se encuentra a poca distancia del embalse del Guadalmellato, cuya presa está ubicada río arriba.